# Now Bahār (ort i Iran, Khorasan, lat 34,92, long 60,35)
Now Bahār (persiska: نو بهار, Now Bahār-e Kordīān) är en ort i Iran.   Den ligger i provinsen Khorasan, i den östra delen av landet, 800 km öster om huvudstaden Teheran. Now Bahār ligger 1 297 meter över havet och antalet invånare är 276.
Terrängen runt Now Bahār är platt åt nordost, men åt sydväst är den kuperad.Runt Now Bahār är det ganska glesbefolkat, med 30 invånare per kvadratkilometer. Närmaste större samhälle är Jīzābād, 11,7 km nordväst om Now Bahār. Omgivningarna runt Now Bahār är i huvudsak ett öppet busklandskap.